# Bufniță moartă
Bufniță moartă este o pictură în ulei pe pânză din 1881 realizată de pictorul francez Édouard Manet. Una dintre puținele naturi statice legată de vânătoare în opera lui Manet, înfățișează o bufniță moartă atârnată cu capul în jos pe o masă, ca trofeu de vânătoare. Bufniță moartă face parte dintr-o serie de naturi statice pe care Manet le-a pictat în același an la Versailles, în timpul recuperării sale ca urmare a unei boli grave. Există precedente pentru această lucrare morbidă în pictura naturii statice franceze a secolului al XVIII-lea și în pictura naturii statice olandeză a secolului al XVII-lea (de exemplu, Chardin și Weenix). Pictura se află în colecția Fundației E.G. Bührle din Zürich.